# 佐藤隆信
佐藤 隆信（さとう たかのぶ、1956年（昭和31年）4月5日 - ）は、日本の実業家。東京都出身。株式会社新潮社第5代代表取締役社長。新潮社を創業した佐藤義亮の曾孫にあたる。舞台女優の佐藤蛍は姪にあたる。
出版社の創業家に生まれたが理系に進み、プログラミングを専攻。電通でセールスプロモーションを担当した後に、新潮社に入社した。

## 略歴
- 1981年（昭和56年） - 東京理科大学工学部電気工学科卒業、株式会社電通入社
- 1985年（昭和60年） - 株式会社新潮社入社
- 1987年（昭和62年） - 父親及び叔父と共にスタジオジブリ制作の高畑勲監督作品、「火垂るの墓」の制作に参加。
- 1988年（昭和63年） - 取締役就任
- 1993年（平成5年） - 取締役副社長就任
- 1996年（平成8年） - 代表取締役社長就任[3]。

## 家族
- 佐藤義亮（曾祖父・新潮社創業者）
- 佐藤義夫（祖父・新潮社第2代代表取締役社長）
- 佐藤亮一（父・新潮社第4代代表取締役社長）